# بون إسبرانس (كيبك)
بون إسبرانس (بالإنجليزية: Bonne-Espérance, Quebec)‏ هي بلدية محلية في كيبيك تقع في كندا في Le Golfe-du-Saint-Laurent Regional County Municipality.[بحاجة لمصدر]  يقدر عدد سكانها بـ 732 نسمة ومساحتها 1,198.70 كم2 .